# Sinoamaurobius guangwushanensis
Espèce
Synonymes
- Amaurobius guangwushanensis Wang, Irfan, Zhou & Zhang, 2023

Sinoamaurobius guangwushanensis est une espèce d'araignées aranéomorphes de la famille des Amaurobiidae.

## Distribution
Cette espèce est endémique du Sichuan en Chine,. Elle se rencontre dans le xian de Nanjiang.

## Description
Le mâle holotype mesure 3,52 mm et la femelle paratype 3,84 mm, les mâles mesurent de 3,12 à 3,52 mm et les femelles de 3,84 à 4,36 mm.

## Systématique et taxinomie
Cette espèce a été décrite sous le protonyme Amaurobius guangwushanensis par Wang, Irfan, Zhou et Zhang en 2023. Elle est placée dans le genre Sinoamaurobius par Kong, Mu, Zhu, Lu, Zhang et Wang en 2025.

## Étymologie
Son nom d'espèce, composé de guangwushan et du suffixe latin -ensis, « qui vit dans, qui habite », lui a été donné en référence au lieu de sa découverte, le Guangwushan.

## Publication originale
- Wang, Irfan, Zhou & Zhang, 2023 : « Two new species of Amaurobius C.L. Koch, 1837 from China (Araneae, Amaurobiidae). » ZooKeys, vol. 1169, p. 307-315 (texte intégral).